# Flamma (cognom)
Flamma (en llatí Flamma) era un cognom romà. El seu significat és llum (flama). Aquest cognom l'usaven la gens Flamínia, la gens Calpúrnia i la gens Volúmnia.
Alguns personatges destacats que el van portar van ser:
- Flamma, militar romà
- Antoni Flamma, governador de Cirene
- Calpurni Flamma, militar romà
- Luci Volumni Flamma Violent, cònsol el 307 aC i el 296 aC